# 1949년 휴전 협정

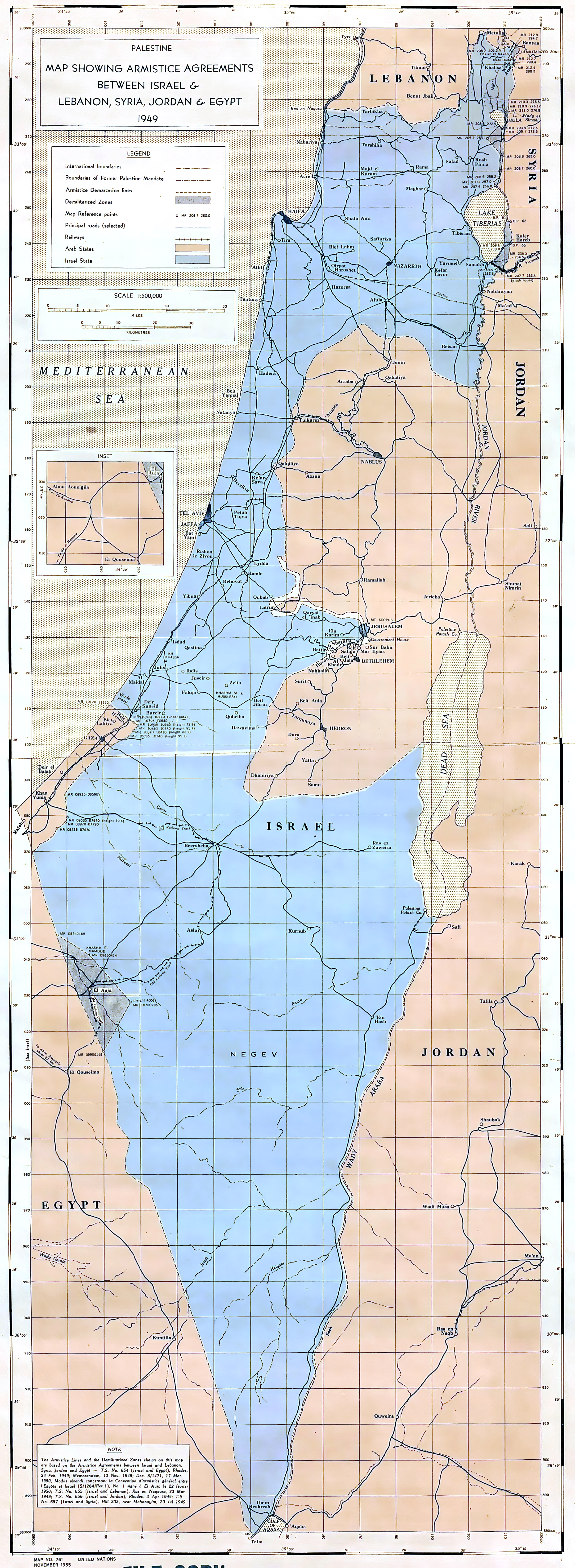
휴전 협정의 결과를 표시한 1955년 유엔 지도로, 협정에서의 팔레스타인 좌표계를 기준으로 한 기준점("MR")도 나타나 있다.

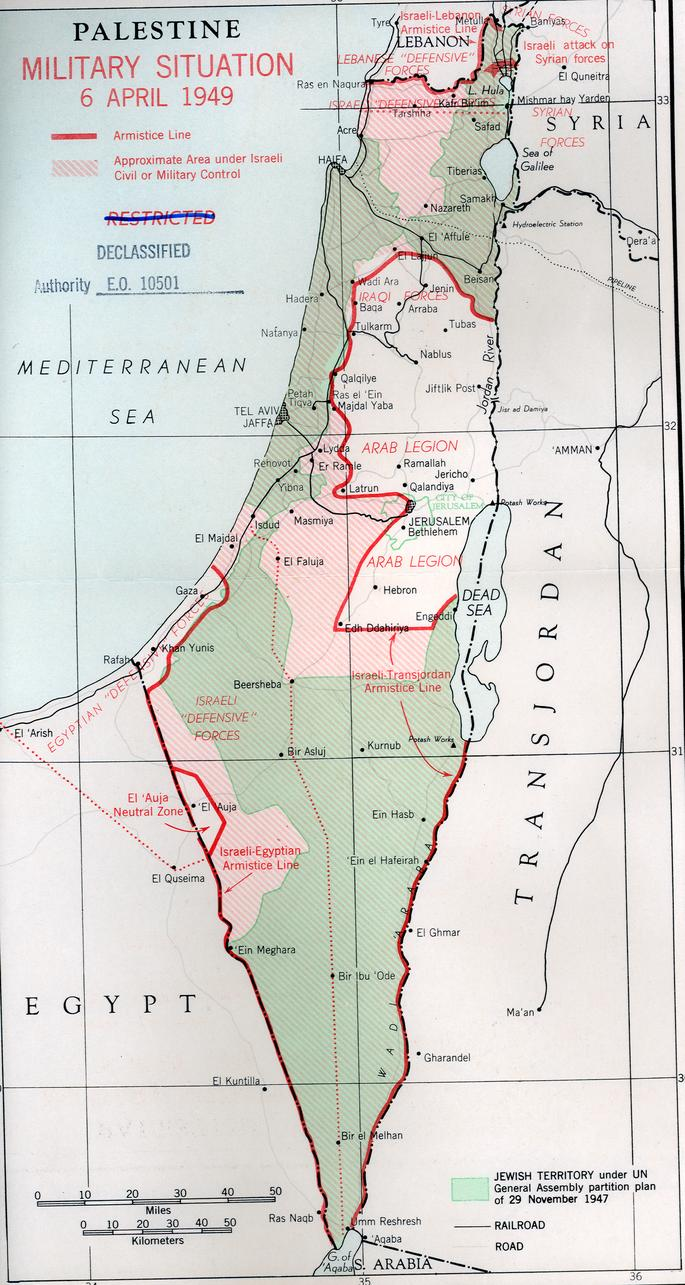
1949년 4월 6일 팔레스타인의 군사적 상황.

1949년 휴전 협정(1949 Armistice Agreements)은 이스라엘과 이집트, 레바논, 요르단, 시리아 간에 체결된 일련의 조약으로, 이를 통해 1948년 아랍-이스라엘 전쟁이 공식적으로 종전되었으며, 아랍 통제 영토(요르단의 서안 지구, 이집트의 가자 지구)와 이스라엘을 나누는 그린 라인을 정했다. 이 경계선은 1967년 이스라엘이 제3차 중동 전쟁에서 승리할 때까지 유지되었다.
서로 합의한 실질적 국경을 감시하기 위해 유엔에서는 감시 기구를 설립하였으며, 1950년에는 미국, 영국, 프랑스가 삼자 조약을 통해 국경 위반을 방지하기 위한 조치를 취하겠다고 선언함과 동시에, 이스라엘과 아랍 국가 간 군비 경쟁 및 무력의 사용에 반대한다는 입장을 되풀이하였다.

## 협정의 내용

### 이집트와의 협정
1949년 1월 6일, 랠프 번치는 이집트가 드디어 휴전과 관련하여 이스라엘과 대화를 시작하였다고 발표하였으며, 본격적인 협상은 1월 12일 그리스 로도스섬에서 시작되었다. 이스라엘은 당초 알파루자에 포위된 이집트군을 석방하기로 합의하였지만, 이후 철회하였다. 1월 말에는 협상이 곤경에 처했다. 이스라엘은 이집트가 팔레스타인 위임통치령 전역에서 철수할 것을 요구한 반면, 이집트는 1948년 11월 4일의 유엔 안전 보장 이사회 결의안 S/1070호에 따라, 1948년 10월 14일까지 점령한 영토까지만 철수할 것이며, 이스라엘이 아슈켈론-헤브론 사이의 도로 북쪽으로 철수할 것을 요구했다.
1949년 2월 12일 무슬림 형제단의 수장 하산 알바나가 살해되며 협상의 교착은 절정에 달했다. 이스라엘은 협상을 파기하겠다고 엄포를 놓았으며, 미국은 협상 당사자들에게 성공적인 결론을 내 달라고 호소하였다.
2월 24일에 로도스섬에서 이집트와의 휴전 협정이 체결되었으며, 주요 내용은 다음과 같았다.
- 휴전 분계선은 정치적 또는 영토적 경계로 절대 해석해서는 아니 되며, 기존의 권리, 영토 주장, 팔레스타인 문제에 대한 궁극적인 해법에 대한 위치를 배제하고 기술하여야 한다.
- 휴전 분계선은 대체로 1922년 기준 이집트와 팔레스타인 위임통치령 간의 국경을 따르나, 이집트가 점령한 지중해 해안 일부(가자 지구)는 제외한다.
- 알파루자에 갇힌 이집트군은 무기를 지닌 채로 이집트로 돌아갈 수 있도록 허용하며, 영토는 이스라엘이 점령한다.[6]
- 아우자 알하피르 주위의 국경은 양 측에서 비무장하며, 양국 휴전 위원회의 소재지로 한다.

### 레바논과의 협정
레바논과의 휴전 협정은 1949년 3월 23일 체결되었으며, 주요 내용은 다음과 같았다.
- 이 협정의 조항은 전적으로 군사적 관점에 의해서만 고려한다.
- 휴전선(그린 라인)은 레바논과 팔레스타인 위임통치령의 국경에 따라서 그린다.[7]
- 이스라엘은 전시에 점령했던 레바논 영토의 마을 13개에서 철수한다.

### 요르단과의 협정

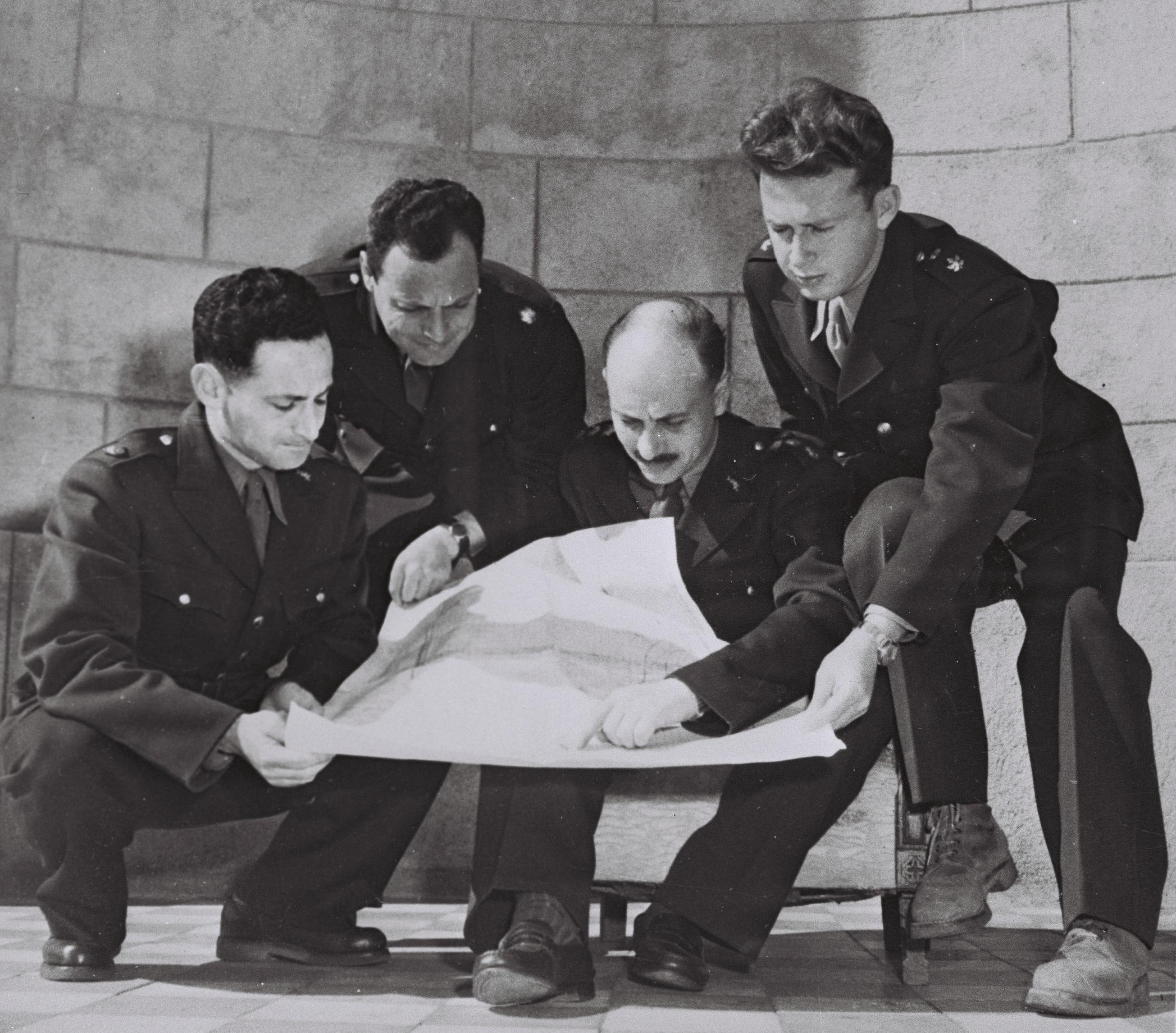
1949년 휴전 협정의 이스라엘 대표단. 왼쪽부터 예호샤파트 하르카비 사령관, 아르예 시몬, 이가엘 야딘, 이츠하크 라빈이다.

요르단과의 평화 협상은 3월 4일에 요르단 영토 내에서 진행되었다. 랠프 번치는 회담 네 번에서 모두 휴전을 엄격하게 준수해야 한다고 강조했지만, 요르단과 이스라엘은 평화 협상 도중에도 넓은 영토를 차지하고, 협상에서의 군사적인 위협을 위해 네게브 사막 중부와 남부에서 군사 작전을 수행했다. 요르단과의 휴전 협정은 1949년 4월 3일 체결되었으며, 주요 내용은 다음과 같았다.
- 이 합의의 어떠한 조항도 팔레스타인 문제의 평화적인 해결에 있어 어느 쪽의 권리, 주장, 입장을 어떠한 방식으로도 침해해서는 아니 되며, 이 협정의 조항은 전적으로 군사적 관점에 의해서만 고려한다.
- 요르단군은 점령한 영토 대부분을 유지하며, 특히 여기에는 동예루살렘 및 예루살렘 구시가가 포함된다.
- 요르단군은 샤론 평지에서 철수하며, 이스라엘은 이에 대한 보상으로 이라크군이 점령했던 서안 지구를 요르단군이 점령하도록 허가한다.
- 영토 교환: 이스라엘은 와디 아라의 통제권을 받으며, 요르단은 이에 대한 보상으로 헤브론 언덕 남쪽의 영토를 받는다.
- 예루살렘과 예루살렘 히브리 대학교 스코푸스산 캠퍼스 간 안전한 이동, 라트룬-예루살렘 고속도로, 성지로의 접근 등 여러 문제에 대해 합의하기 위해 특별 위원회를 조직한다.

1949년 3월 이라크군은 팔레스타인에서 철수하며 자신의 점령지를 요르단군 소수에게 넘겼는데, 이스라엘 3개 여단은 이 시기를 이용해 네게브 사막 남부에서 우브다 작전을 수행함으로서, 3월 23일 비밀리에 이스라엘이 홍해로 접근할 수 있게끔 휴전선을 남쪽으로 옮기자는 협상을 진행해, 이 내용을 휴전 협정에 포함하였다. 지도에 그려진 그린 라인을 지도 남쪽에서 파란색 잉크로 다시 그렸기 때문에, 그린 라인이 옮겨간 것 같은 인상을 주었다.
협정 체결 이후 베들레헴 지역에서 그린 라인이 옮겨진 사건이 있었다. 이스라엘이 협정에 따라 와디 푸킨 지역을 받은 후, 7월 15일 이스라엘군이 마을 주민을 강제로 추방했는데, 이에 대해 8월 31일 합동 휴전 위원회는 이스라엘이 휴전 협정을 위반했으며, 주민들이 다시 마을로 돌아올 수 있도록 해야 한다고 결정했으나, 9월 6일 주민들이 돌아왔을 때 집 대다수가 파괴되어, 다시 요르단 영토로 돌아가야 했다. 일정 기간 고려 후, 와디 푸킨은 요르단의 통제로 바꾸되, 대신 이스라엘이 베들레헴 남쪽의 무주지를 받는 방안으로 그린 라인을 변경하였다.

### 시리아와의 협정
시리아와의 휴전 협상은 다른 국가와의 협상이 끝난 이후인 1949년 4월 요르단강에 있는 야곱의 딸 다리에서 시작되었으며, 같은 해 7월 20일에 체결되었다.
시리아는 국경 서쪽에 있는 점령지 대부분에서 철수하였으며, 이 지역은 이후 비무장 지대가 되었다. 시리아가 계속 점령한 영토는 요르단 계곡에 있는 66 제곱킬로미터 크기의, 팔레스타인 분할안에 따르면 유대인 국가에 속하는 지역이었으며, 시리아가 계속 보유하기는 했지만 똑같이 비무장 지대로 지정되었다. 협정에서는 휴전선이 "궁극적인 영토 협상과 약간의 관련이라도 있는 것으로 해석해서는 아니 된다"고 강조하였다.

## 이라크
이라크와 이스라엘은 서로 국경을 공유하지 않지만, 이라크군도 전쟁에 참여하고 있었는데, 1949년 3월 군대를 팔레스타인에서 철수하였다. 이라크군이 점령하고 있던 영역은 요르단과의 휴전 협정에서 다루었으며, 이라크와는 별도의 협정이 맺어지지 않았다.

## 영구성에 대한 논쟁

1947년 유엔 팔레스타인 분할안에서 규정한 경계:
유대인 국가에 배정된 지역
아랍인 국가에 배정된 지역
예루살렘이 유대인 및 아랍인 모두에게 속하지 않게끔 하기 위한 분할체
1949년 휴전 분계선 (그린 라인):
1949년부터의 이스라엘의 통제 지역
1949년부터 1967년까지의 이집트 및 요르단의 통제 지역

이스라엘의 새 군사적 지배 지역은 1946년 트란스요르단 독립 이후 팔레스타인 위임통치령의 영토 중 약 78% 가량이었다. 1967년 이전 이스라엘이 점령하지 않았던 아랍인 지역은 요르단이 통제한 서안 지구와 이집트가 통제한 가자 지구였다.
휴전 협정은 이후 완전한 종전 협정이 체결될 때까지 의 잠정적인 임시 조약으로서 체결되었지만, 이집트와의 평화 조약이 체결되기까지는 15년이 걸렸으며, 요르단과의 평화 조약이 체결되기까지는 15년이 더 걸렸다. 현재까지, 1983년 체결했다가 파기된 5월 17일 합의를 제외하고, 이스라엘이 레바논과 시리아와 맺은 평화 조약은 없다.
휴전 협정은 영구적인 국경을 만드려는 의도가 아니었다. 이집트-이스라엘 간 협정에서는 다음과 같이 규정하고 있다.
휴전 분계선은 정치적 또는 영토적 경계로 절대 해석해서는 아니 되며, 기존의 권리, 영토 주장, 팔레스타인 문제에 대한 궁극적인 해법에 대한 위치를 배제하고 기술하여야 한다.

또한, 요르단-이스라엘 간 협정에서는 다음과 같은 문구가 있다.
이 합의의 어떠한 조항도 팔레스타인 문제의 평화적인 해결에 있어 어느 쪽의 권리, 주장, 입장을 어떠한 방식으로도 침해해서는 아니 되며, 이 협정의 조항은 전적으로 군사적 관점에 의해서만 고려한다.

이 합의의 제5항과 제6항에서 규정한 휴전 분계선은 어느 측의 향후 영토 정착이나 경계선, 또는 영토 정착이나 경계선에 대한 주장에 대한 편견 없이 양 측이 동의한 것이다.

휴전 분계선은 명목상으로는 국경이 아니었기 때문에, 아랍 국가들은 이스라엘이 비무장 지대의 개발 및 수자원 탐사 권리를 제한하고 있다고 보았다. 또한 명목상으로는 아랍 국가와 이스라엘은 아직 전쟁 중이었기 때문에, 이스라엘이 아랍 국가 내 수자원을 탐사하는 것을 막을 권리를 행사하였다. 또한, 팔레스타인인은 귀환권이 있었기 때문에, 버려진 재산을 이스라엘이 사용하는 것은 불법이라는 주장도 있었다.
당시 이스라엘 외교부 장관이었던 모셰 샤레트는 크네세트에서 휴전 분계선을 '임시 경계'라고, 거기에 더 이전의 국경을 '자연적인 경계'라고 불렀다. 이스라엘은 1949년 로잔 회담에서, 가자 지구에서의 일부 수정을 제외하고, 이 '자연 국경' 바깥으로는 영유권을 주장하지 않았다.
1967년 제3차 중동 전쟁 이후 이스라엘 지도층 일각에서는 이스라엘의 안보를 위해 휴전 분계선을 영구적인 국경으로 바꿀 것을 제안했으며, 이로 인해 많은 논쟁이 벌어졌다.
- 골다 메이어 총리는 1967년 이전 국경은 이스라엘 지도자가 받아들이기네는 '반역적'이기 때문에 위험하다고 밝혔다.
- 아바 에반 외교부 장관은 1967년 이전 국경에는 "아우슈비츠의 기억"이 있다고 말했다.
- 메나헴 베긴 총리는 1967년 이전 국경으로 돌아가자는 제안을 "이스라엘의 국가적 자살"이라고 설명하였다.

이집트와 이스라엘 간의 국경은 이집트–이스라엘 평화 조약에 따라, 결국 휴전 분계선으로 정해졌다. 요르단과의 국경은 이스라엘–요르단 평화 조약에 따라, 요르단과 서안 지구의 경계를 제외하고, 휴전 분계선으로 정하였는데, 이는 요르단이 팔레스타인을 국가로써 인정한 이후였다. 팔레스타인은 당시 국경을 선포하지 않았으나, 유엔 가입 시 자신의 영토를 서안 지구와 가자 지구로 규정함으로서, 요르단과 이스라엘 사이의 국경 일부가 팔레스타인의 국경이 됨을 암시하였다.

## 위반
유엔 휴전 감시단의 하위 조직이었던 합동 휴전 위원회는 모든 당사국의 항의를 조사하고, 유엔 안전 보장 이사회에 정기적인 보고를 하는 역할을 맡았다.
이스라엘은 1951년, 비무장 지대의 사용에 대해 시리아와의 분쟁으로 인해, 이스라엘-시리아 합동 휴전 위원회 참석을 거부하였다. 유엔 안전 보장 이사회는 1951년 5월 18일 결의안을 통해 이스라엘의 위원회 참석 거부를 '휴전 협정의 목적과 의도와 불일치'한다고 비판하였다.
요르단-이스라엘 합동 휴전 위원회에서는 1952년 동안 제기된 항의에 대한 조사 결과를 다음과 같이 발표하였다.
- 1. 요르단을 일반 휴전 협정 19회 위반으로서 비판함.
- 2. 이스라엘을 일반 휴전 협정 12회 위반으로서 비판함.

또한, 같은 위원회에서 1953년 1월 1일부터 10월 15일까지의 조사 결과는 다음과 같았다.
- 이스라엘이 합동 휴전 위원회에 제기한 항의 171회로 인해, 요르단을 일반 휴전 협정 20회 위반으로서 비판함.
- 요르단이 합동 휴전 위원회에 제기한 항의 161회로 인해, 이스라엘을 일반 휴전 협정 21회 위반으로서 비판함.

휴전 감시 기구의 참모총장이 1953년 10월 27일 작성한 보고서에는 항의 29건이 포함되어 있는데, 여기에는 요르단인이 이스라엘 민간 버스를 공격해 11명이 사망한 사건, 이스라엘 농부와 베두인 목자에 대한 공격, 예루살렘 구시가에서의 이스라엘 민간인 저격, 납치, 민간 항공기로의 사격, 도로 매복 및 지뢰 매설 등이 있었다. 요르단은 합의 위반을 이유로 유대인의 예루살렘 성지 및 라헬의 무덤 방문을 금지했으며, 올리브산의 유대인 무덤을 파괴해 묘비석을 도로와 변소 건설에 사용하였다.

### 구체적 사건
1953년 1월 28~29일: 이스라엘군 120~150명 가량이 2인치 박격포, 3인치 박격포, PIAT, 파괴통, 기관총, 수류탄, 소화기로 무장하고 휴전선을 넘어 팔라메흐 및 란티스 마을을 공격하였다. 팔라메흐에서는 마을 무크타르가 사망하였고 주민 7명이 부상을 입었으며 주택 3채가 파괴되었다. 공격은 총합해 4시간 반 가량 지속되었다. 합동 휴전 위원회는 이 공격을 이유로 이스라엘을 비판하였다.
1953년 4월 22일: 일몰 경 예루살렘 내에서 휴전선을 따라 약 4 km 구간에서 총격전이 벌어졌으며, 유엔 감시단의 주도 하에 휴전이 이루어질 때까지 2시간 가량 지속되었다. 다음 날 이른 아침과 낮까지 간헐적인 총성이 이어졌다. 요르단인 10명이 사망하고 10명이 부상을 입었으며, 이스라엘인 6명이 부상을 입었다. 이 사건은 유엔 감시단이 조사하였으나, 최종적으로 안전 보장 이사회에 제출된 보고서에서, 누가 처음 총을 쏘았는지는 결정할 수 없었다고 밝혔다.
1953년 5월 25~27일: 요르단과 이스라엘 모두 알다와이마 지역에서 민간인 및 군인에 의한 일반 휴전 협정 위반이 발생했다는 항의를 제출하였다. 이어진 비상 위원회에서 양 측은 합동 조사에 합의하였으며, 유엔 감시단은 사실을 조사하기 위해 대표단과 휴전선까지 동행하였다. 출발 전 휴전에 합의했음에도 불구하고, 조사 도중 공격이 일어났다. 이스라엘 군인이 요르단 영토에서 작물을 태웠다는 의심으로 인해, 요르단 농민들이 불법으로 경계를 넘어, 이스라엘군이 휴전선을 넘어 요르단 측에 포격을 가했다. 조사 결과, 이 모든 사건의 원인은 요르단인이 이스라엘 영토에서 불법 경작을 하고 있었으며, 무장한 요르단인이 수확을 위해 이스라엘 영토를 침범하며, 다른 요르단인은 수확자를 보호하기 위해 휴전선에 공격을 가했기 때문으로 드러났다. 요르단 정부는 이 사건에 대해 어떠한 조치도 취하지 않았다.
1953년 5월 25일 밤, 요르단에서 넘어 온 무장 단체가 베이트 아리프 마을의 집 2채를 공격해 여성 2명이 부상을 입었다. 같은 밤 베이트 나바라의 집 또한 공격받아, 아내가 사망하고 남편과 두 자녀가 부상을 입었다. 요르단은 이 공격 3번으로 인해 비판받았다. 1953년 6월 9일 밤에는 무장한 요르단인들이 티라트 예후다의 주택을 폭파해 남성 1명이 사망하였으며, 이틀 후에는 무장단이 크파르 헤스의 집을 습격해 아내를 죽이고 남편에게 중상을 입혔다. 앞과 마찬가지로 합동 휴전 위원회는 이를 이유로 요르단을 비판하였다. 이스라엘과 요르단 모두 이 2주 간 발생한 사건에 대해 큰 우려를 표했고, 국경에서의 긴장을 조성하는 것이 목적으로 보이는 이 단체를 막기 위해 많은 노력을 기울였다.
1953년 8월 11일, 이스라엘군이 폭파용 폭약, 파괴통, 2인치 박격포, 기관총, 소화기로 무장하고 이드나, 수리프, 와디 푸킨 마을을 공격해, 주민을 사살하고 주택을 파괴하였다. 이드나 마을에서는 공격 이후 식별표를 소지한 채 완전 무장하고 있는 이스라엘군 병사의 시신이 발견되었다. 합동 휴전 원회는 이 공격을 이유로 이스라엘을 비판하였다.
1953년 9월 2일: 요르단에서 침투한 아랍인들이 예루살렘 중앙의 카타몬에 도착해 사방으로 수류탄을 던졌다. 기적적으로 아무도 다치지 않았다.
1953년 10월 14일의 키비아 학살: 이스라엘 군인 130명이 휴전선을 넘어 키비야 마을에 도착해, 주민들에게 자동 무기와 폭발물로 공격을 가했다. 주택 41채와 학교 건물이 파괴되었으며, 42명이 사망하고 50명 가량이 부상을 입었다. 이후 마을에서는 히브리 문자가 적힌 수류탄 불발탄과, TNT 3봉지가 발견되었다.
1953년 12월: 요르단 정부는 다음과 같은 조치를 시행하였다.
- (a) 국경에 배치된 요르단 경찰관의 수 증가.
- (b) 요르단군의 요르단 국경 순찰 횟수 증가.
- (c) 국경 통제를 허술히 하는 것으로 추정되는 마을 무크타르 및 지역 사령관 교체.
- (d) 침입이 의심되는 사람을 국경 지방에서 제거하고, 적발된 침입자에게 중형 부과.

1954년 3월 17일의 마알레 아크라빔 학살: 에일라트에서 텔아비브로 가는 버스가 네게브 북부의 마알레 아크라빔에 도달했을 때 테러리스들이 매복 공격을 가했다. 최초 공격에서 버스 기사가 사망했고 승객 대부분이 부상을 입었으며, 이후 테러리스트들이 버스에 타 승객을 한 명씩 사살하였다. 총합해 승객 11명이 사망하였으며. 생존자들은 살인자들이 시신에 침을 뱉고 학대했다고 밝혔다. 이스라엘은 테러 위치에서 20 km 가량 떨어진 요르단 국경에서부터 테러리스트가 왔다고 주장하였으나, 합동 휴전 위원회는 요르단에서 왔다는 증거가 부족하여, 이스라엘 내에서 왔을 가능성이 더 높다고 결론지었으며, 이스라엘은 이에 대한 반발로 합동 휴전 위원회를 탈퇴하였다.
1955년 9월: 아리엘 샤론 하의 공수부대가 비무장지대의 유엔 관할 지역에 진입했는데, 베니 모리스는 이에 대해 "샤론이 유엔 지역이 자기 사람이 들어가지 못하는 곳인 줄 몰랐다"고 적었다.
1958년 5월 28일: 이스라엘은 스코푸스산에서, 예루살렘 히브리 대학교의 식물원을 순찰하던 경찰관 4명과, 경찰관을 탈출시키기 위해 파견된 유엔 감독관이, 이사위야에서의 요르단 포격으로 인해 사망했다고 발표하였다. 시리아는 골란고원에서 비무장 지대에 있는 이스라엘 정착촌에 포격을 가하고, 갈릴래아호에 있던 어선을 공격했다.

## 같이 보기
- 팔레스타인 분할안
- 팔레스타인 위임통치령 내전
- 1948년 아랍-이스라엘 전쟁
- 아랍-이스라엘 분쟁

### 아랍-이스라엘 평화 협상
- 캠프 데이비드 협정
- 이집트–이스라엘 평화 조약
- 이스라엘–요르단 평화 조약
- 마드리드 회담
- 오슬로 협정
- 파리 강화 회의

### 휴전 협정의 원문
- (영어) 이스라엘-이집트 휴전 협정 (1949년 2월 24일)
- (영어) 요르단-이스라엘 휴전 협정 (1949년 4월 3일)
- (영어) 레바논-이스라엘 휴전 협정 (1949년 3월 23일)
- (영어) 시리아-이스라엘 휴전 협정 (1949년 7월 20일)